# Jaroslav Jiřík
Jaroslav Jiřík (* 10. Dezember 1939 in Vojnův Městec, Protektorat Böhmen und Mähren; † 11. Juli 2011 bei Brünn, Tschechien) war ein tschechoslowakischer Eishockeyspieler, der 15 Jahre  für TJ ZKL Brno in der höchsten Spielklasse der ČSSR als rechter Flügelstürmer spielte und mit der tschechoslowakischen Nationalmannschaft an neun Weltmeisterschaften teilnahm. Er war der erste Spieler eines Ostblockstaates in der National Hockey League, als er während der Saison 1969/70 drei Spiele für die St. Louis Blues absolvierte. Zwischen dem Ende seiner aktiven Spielerkarriere und seinem Tod arbeitete er als Eishockeytrainer und Spielervermittler.

## Karriere als Spieler
Jaroslav Jiřík begann seine Karriere 1957 im Nachwuchs von Sokol Kladno. 1956, im Alter von 17 Jahren, gab er sein Debüt in der höchsten Spielklasse der ČSSR. In den folgenden vier Spielzeiten spielte er Kladno und entwickelte sich zu einem treffsicheren Stürmer, bevor 1961 nach Brünn zu Rudá Hvězda Brno wechselte.
In den folgenden fünf Jahren wurde er mit Brno Tschechoslowakischer Serienmeister. Jiřík zeichnete sich dabei durch einen für europäische Spieler ungewöhnlichen Spielstil aus, indem er meist direkt vor dem gegnerischen Tor auf Torwart-Abpraller lauerte, um diese dann im Tor zu versenken. In der Spielzeit 1968/69 wurde er so mit 36 Toren Toptorjäger der Liga.
Aufgrund seines unkonventionellen Spielstils zog Jiřík auch die Aufmerksamkeit nordamerikanischer Scouts auf sich, so dass er 1969 vom damaligen Assistenz-General Managers der St. Louis Blues, Cliff Fletcher, unter Vertrag genommen wurde. Neben Jiřík verpflichtete Fletcher zunächst noch Jan Havel und Josef Horešovský, da diese drei die Erlaubnis bekommen hatten, im Ausland zu spielen. Letztendlich entschied die tschechoslowakische Regierung aber, dass nur Jiřík das Land verlassen durfte, da Havel und Horešovský als dafür zu jung erachtet wurden. Vor der Saison 1969/70 nahm Jiřík am Trainingslager der Blues teil, schaffte aber den Sprung in den NHL-Kader nicht, sondern absolvierte fast die komplette Spielzeit im Farmteam, den Kansas City Blues, aus der Central Hockey League. Dabei erzielte er 35 Scorerpunkte in 53 Spielen, bevor er kurz vor den Playoffs zu drei Einsätzen in der NHL kam. Er bekam ein Vertragsangebot für die folgende Spielzeit, kehrte aber stattdessen 1970 nach Brno zurück.
Er spielte bis Mitte der Saison 1974/75 für ZKL Brno, bevor er seine Spielerkarriere beendete. Insgesamt erzielte er in der tschechoslowakischen Liga 300 Tore in 450 Partien, davon 242 Tore in 362 Spielen für Brno.

### International
Neben seinen Erfolgen auf Vereinsebene war Jiřík in den 1960er Jahren Stammspieler der tschechoslowakischen Nationalmannschaft. Er nahm an insgesamt neun Weltmeisterschaften und drei Olympischen Eishockeyturnieren teil, bei denen er insgesamt 11 Medaillen gewann, aber nie Weltmeister wurde. Bei Olympischen Winterspielen gewann er jeweils eine Silber- (1964) und eine Bronzemedaille (1968). Bei der Eishockey-Weltmeisterschaft 1965 wurde Jiřík zudem ins All-Star-Team berufen. Insgesamt absolvierte er 134 Spiele im Nationaltrikot, in denen er 83 Tore erzielte.

## Karriere als Trainer
Erste Erfahrungen als Trainer sammelte Jiřík in der Spielzeit 1968/69, als der Cheftrainer von ZKL Brno, Slavomír Barton, im Oktober 1968 schwer erkrankte. Daraufhin wählte der Mannschaftsrat von ZKL Jiřík als Spielertrainer, der in den folgenden zwei Monaten die Mannschaft aufs Eis führte. Im Dezember des gleichen Jahres wurde dann mit Josef Štock ein neuer Trainer verpflichtet.
Nach Beendigung seiner Spielerkarriere wurde Jiřík sofort Assistenztrainer bei ZKL Brno, bevor er im Oktober 1975 die Mannschaft als Cheftrainer übernahm. Diese Position hatte er bis 1977 inne, da aber Brno nur den elften Platz belegte und damit die schlechteste Platzierung des Vereins seit langem erreichte, wurde Jiřík entlassen. Zwischen 1977 und 1980 betreute er die Schweizer Nationalmannschaft als Cheftrainer.
Als der TJ Zetor Brno 1980 in die zweitklassige 1. NHL (tschechische Nationalliga) abstieg, holte man Jiřík nach Brno zurück und er führte die Mannschaft zurück in die höchste Spielklasse. Im Februar 1982 trat er als Cheftrainer von TJ Zetor Brno zurück und trainierte von da an die Junioren des Vereins. In der Spielzeit 1984/85 betreute Jiřík den TJ Škoda Plzeň und 1987/88 den SV Graz. Danach wechselte er zum EV Stuttgart, den er zwischen 1989 und 1991 trainierte. Zwischen 1992 und 1994 war er Cheftrainer des AC Nitra, mit dem er in die slowakische Extraliga aufstieg. 1994 kehrte er nach Brno zurück und wurde wieder Juniorentrainer, bevor er zwischen November 1995 und Februar 1996 erneut die Herrenmannschaft übernahm.
Ab 1997 arbeitete Jiřík als Spielervermittler und -agent, wobei er unter anderem Ladislav Šmíd, Stanislav Balan, Josef Duchoslav, Zdeněk Blatný und Vratislav Čech betreute.
Jiřík kam am 11. Juli 2011 bei einem Ultraleichtflugzeugabsturz bei Brno ums Leben.

## Erfolge und Auszeichnungen
- Olympische Winterspiele 1964: Gewinn der Silbermedaille
- Olympische Winterspiele 1968: Gewinn der Bronzemedaille
- Weltmeisterschaft 1959, 1963, 1964 und 1969: Gewinn der Bronzemedaille
- Weltmeisterschaft 1960, 1965, 1966 und 1968: Gewinn der Silbermedaille
- All-Star-Team der Weltmeisterschaft 1965
- Tschechoslowakischer Meister 1959 mit Kladno, 1962, 1963, 1964, 1965 und 1966 mit Brno
- Sieger des Europapokals: 1966, 1967 und 1968

## Karrierestatistik
1 Statistiken für Assists und Strafminuten unvollständig